# Thuyên tắc ối
Thuyên tắc ối là một cấp cứu sản khoa hiếm gặp do dịch nước ối, những tế bào thai nhi, tóc hoặc các mảnh tổ chức thai khác lọt vào hệ tuần hoàn máu mẹ thông qua nhau gây ra một phản ứng dị ứng. Phản ứng dị ứng này gây ra suy hô hấp và xuất huyết cấp tính cho người mẹ.

## Nguyên nhân
Các chuyên gia cho rằng thuyên tắc ối là kết quả do dịch nước ối vào tĩnh mạch tử cung và điều này xảy ra khi có 3 điều kiện sau đây:
- Vỡ màng ối.

- Vỡ tĩnh mạch của tử cung hay cổ tử cung.

- Áp lực buồng tử cung cao hơn áp lực tĩnh mạch.

Những yếu tố nguy cơ bao gồm: nhau bong, tử cung quá căng, thai chết lưu, chấn thương, dùng oxytocin trong chuyển dạ, đa sản, mẹ lớn tuổi, vỡ ối. Tuy nhiên vẫn có một số ít trường hợp thuyên tắc ối xảy ra không kèm những yếu tố kể trên.
Tất cả chủng tộc, màu da và độ tuổi đều có thể bị. Thuyên tắc ối có thể xảy ra trước, trong và ngay sau khi sinh. Nạo hút thai, truyền dịch ối, hay chấn thương bụng cũng có thể xảy ra.

## Tỉ lệ sống sót
- Tử vong mẹ do nhiều nguyên nhân khác nhau như băng huyết sau sinh, nhiễm trùng hậu sản, sản giật...

- Riêng thuyên tắc ối chiếm 5 – 10% trong số tử vong mẹ nói chung.

- Nếu xảy ra thuyên tắc ối, tỉ lệ tử vong mẹ hơn 80%, mặc dầu tỉ lệ sống sót của thai nhi có thể đến 70%.

- Thống kê cho thấy 50% sản phụ sẽ chết trong giờ đầu khi khởi phát triệu chứng và trong số sống sót sau một giờ thì phần lớn trường hợp để lại di chứng thần kinh nặng nề.

## Lịch sử
Mặc dù trường hợp thuyên tắc ối đầu tiên được mô tả vào năm 1926, tuy nhiên đi ngược dòng lịch sử trước đó hơn 100 năm, vào năm 1817 một bác sĩ sản khoa tên Sir Richard Croft đã bị chỉ trích rộng rãi vì trường hợp tử vong đột ngột của một thai phụ với một bé trai còn nằm trong bụng mẹ. Thai phụ xấu số này là công chúa Charlotte của Xứ Wales. Sự lên án mạnh mẽ của triều đình và dư luận đã dẫn đến quyết định tự tử của bác sĩ Croft.
Mãi cho đến những năm 1970, nhiều bằng chứng mạnh mẽ cho thấy công chúa Charlotte chết vì thuyên tắc ối đã làm thay đổi quan điểm cho rằng bác sĩ Croft sai sót trong điều trị.

## Giai Đoạn phát triển
Do hiếm gặp với tỉ lệ 1/8.000 đến 1/80.000 ca sinh, nên hầu hết các BS sẽ không bao giờ gặp trong suốt quá trình hành nghề của mình, và kết quả là nguyên nhân chính xác của hội chứng này cũng chưa được hiểu rõ. Tuy nhiên, người ta cũng đưa ra giả thuyết cho rằng dịch nước ối và những tế bào thai khi vào tuần hoàn phổi của máu mẹ sẽ xảy ra quá trình bệnh lý theo 2 giai đoạn:

### Giai đoạn 1
Sản phụ khó thở cấp kèm cao huyết áp. Quá trình này xảy ra nhanh chóng và tiến triển đến ngưng tim phổi. Sau đó sản phụ rơi vào hôn mê.

### Giai đoạn 2
Mặc dầu nhiều sản phụ không sống sót qua giai đoạn 1, nhưng khoảng 40% người sống sót ở giai đoạn 1 sẽ bước vào giai đoạn 2. Đây là giai đoạn chảy máu và có thể kèm theo rét run nặng, ho, nôn ói và cảm giác khó chịu trong miệng. Do chảy máu quá mức sẽ đưa đến rối loạn đông máu, suy thai cấp.

## Tiêu chuẩn chẩn đoán
- Hạ huyết áp và ngừng tim đột ngột.

- Hạ oxy huyết cấp, ngưng thở, ngưng hô hấp.

- Bệnh lý đông máu xảy ra đột ngột, xét nghiệm cho thấy bằng chứng tiêu thụ nội mạch hoặc tán huyết hoặc xuất huyết lâm sàng trầm trọng.

- Xảy ra trong quá trình nong nạo, chuyển dạ, mổ lấy thai hoặc trong vòng 30 phút đầu sau sinh.

- Không có bất kỳ bệnh lý nội khoa như tim mạch, hô hấp, bệnh về máu... nào trước đó.

## Điều trị
Điều trị hỗ trợ là chính, không có điều trị đặc hiệu.
- Hồi sinh tim phổi.
- Điều trị rối loạn đông máu.
- Phẫu thuật lấy thai nếu mẹ ngưng tim không đáp ứng với hồi sức.

Bệnh thuyên tắc ối không thể dự báo, không có cách dự phòng và là một cấp cứu sản khoa không điều trị được. Trong khi chuyển dạ cần nhanh chóng ghi nhận các dấu hiệu và triệu chứng, hồi sức tích cực và điều trị hỗ trợ là điều kiện tiên quyết có thể mang lại hy vọng cứu sống mẹ và thai nhi.